# Rogue Entertainment
Pour les articles homonymes, voir Rogue.
Rogue Entertainment était dans les années 1990 une compagnie de développement de jeux vidéo basée à Dallas. La plupart des employés a été embauchée par Nerv Software après la fermeture de Rogue en 2001, après que Valve Software lui eut retiré le développement de Counter-Strike: Condition Zero.

## Présentation
L'histoire de Rogue Entertainment est intimement liée à celle d'id Software: les locaux de Rogue Entertainment étaient situés dans le même immeuble que ceux d'id, et tous les jeux de Rogue sont basés sur des moteurs créés par id, deux de leurs jeux, Quake Mission Pack 2: Disolution Of Eternity et Quake II: Ground Zero étant même de simples extensions aux jeux de la série Quake d'id Software.
Fondée en décembre 1994, la société, alors composée de 7 membres, développe un FPS/RPG basé sur le moteur de Doom, Strife, qui sort finalement en 1996.
La société se tourne ensuite vers le développement d'extensions pour les jeux de la série Quake, et lorsque American McGee cherche une équipe de développement pour son Alice, basé sur le moteur de Quake III Arena, il fait appel aux membres de Rogue, qu'il avait rencontré à l'époque du développement de Strife alors que lui-même travaillait chez id Software. Durant le développement, l'équipe passe de 9 à 30 personnes et change de bureaux.

## Membres
Liste non exhaustive des membres de Rogue Entertainment :
- Jim Molinets – Fondateur, président, producteur, map designer
- Rich Fleider – Fondateur, vice-président, artiste
- Steve Tietze – Map designer
- Cameron Lamprecht – Map designer
- Steve Thoms – Webmaster et map designer
- Steve Maines – Fondateur, map designer
- Peter Mack - Programmeur

## Jeux développés
- 1996 - Strife (développé pour la défunte société Velocity)
- 1997 - Quake Mission Pack 2: Disolution Of Eternity
- 1998 - Quake II: Ground Zero
- 1999 - Quake II: Nintendo 64
- 2000 - American McGee's Alice
- Counter-Strike: Condition Zero (jamais publié, le développement du jeu est ensuite passé à Gearbox Software)